# Associazione Calcio Mantova 1969-1970
Questa pagina raccoglie le informazioni riguardanti l'Associazione Calcio Mantova nelle competizioni ufficiali della stagione 1969-1970.

## Stagione
Il Mantova manca per un soffio la promozione alla massima serie: con 47 punti arriva ad una sola lunghezza dalle seconde Catania e Foggia.
Miglior marcatore stagionale dei virgiliani è stato Alberto Spelta autore di nove reti, di cui otto in campionato ed una in Coppa Italia.
In questa Coppa il Mantova è stato inserito nel quinto girone di qualificazione: manca il passaggio del turno vinto dalla Juventus che passa grazie ad una migliore differenza reti.

## Rosa
| N. |                   | Ruolo | Calciatore          |
| -- | ----------------- | ----- | ------------------- |
|    | Italia (bandiera) | D     | Giuseppe Bacher     |
|    | Italia (bandiera) | A     | Giorgio Blasig      |
|    | Italia (bandiera) | C     | Pilade Canuti       |
|    | Italia (bandiera) | P     | Mario Da Pozzo      |
|    | Italia (bandiera) | A     | Giancarlo Danova    |
|    | Italia (bandiera) | C     | Lucio Dell'Angelo   |
|    | Italia (bandiera) | C     | Franco De Cecco     |
|    | Italia (bandiera) | D     | Maurizio De Stefani |
|    | Italia (bandiera) | D     | Vando Freddi        |
|    | Italia (bandiera) | C     | Bruno Gioia         |
|    | Italia (bandiera) | D     | Alberto Mantovani   |

| N. |                   | Ruolo | Calciatore          |
| -- | ----------------- | ----- | ------------------- |
|    | Italia (bandiera) | D     | Giovanni Masiello   |
|    | Italia (bandiera) | C     | Dante Micheli       |
|    | Italia (bandiera) | A     | Roberto Montorsi    |
|    | Italia (bandiera) | D     | Luigi Ossola        |
|    | Italia (bandiera) | C     | Franco Panizza      |
|    | Italia (bandiera) | P     | Giorgio Pellizzaro  |
|    | Italia (bandiera) | A     | Luigi Sanseverino   |
|    | Italia (bandiera) | D     | Piero Scesa         |
|    | Italia (bandiera) | A     | Alberto Spelta      |
|    | Italia (bandiera) | C     | Ugo Tomeazzi        |
|    | Italia (bandiera) | A     | Alessandro Veracini |

## Risultati

### Serie B

#### Girone di andata
| Arbitro: | Lazzaroni (Milano) |

|                                                  |           |  |
| Blasig 3’ Spelta 39’, 42’, 74’ (rig.) Blasig 76’ | Marcatori |  |

| Arbitro: | Levrero (Genova) |

|             |           |            |
| Achilli 77’ | Marcatori | 17’ Spelta |

| Arbitro: | Panzino (Catanzaro) |

|            |           |  |
| Ossola 87’ | Marcatori |  |

| Arbitro: | Bernardis (Trieste) |

|                         |           |                     |
| Danova 24’ Bonfanti 72’ | Marcatori | 61’ (aut.) Reggiani |

| Reggio Calabria 12 ottobre 1969 5ª giornata | Reggina          | 0 – 0 | Mantova | Stadio Comunale\| Arbitro: \| Gonella (Torino) \| |
| Arbitro:                                    | Gonella (Torino) |       |         |                                                   |

| Arbitro: | Branzoni (Pavia) |

|           |           |  |
| Spelta 3’ | Marcatori |  |

| Arbitro: | Serafino (Roma) |

|            |           |                |
| Ossola 60’ | Marcatori | 18’ Pasqualini |

| Taranto 2 novembre 1969 8ª giornata | Taranto        | 0 – 0 | Mantova | Stadio Salinella\| Arbitro: \| Monti (Ancona) \| |
| Arbitro:                            | Monti (Ancona) |       |         |                                                  |

| Arbitro: | D'Agostini (Roma) |

|                                |           |  |
| Tamborini 10’ Bettega 72’, 74’ | Marcatori |  |

| Arbitro: | Motta (Monza) |

|                                                      |           |  |
| Tomeazzi 49’ Spelta 57’ (rig.), rig’ Sanseverino 62’ | Marcatori |  |

| Pisa 30 novembre 1969 11ª giornata | Pisa        | 0 – 0 | Mantova | Stadio Arena Garibaldi\| Arbitro: \| Calì (Roma) \| |
| Arbitro:                           | Calì (Roma) |       |         |                                                     |

| Arbitro: | Lazzaroni (Milano) |

|              |           |  |
| Tomeazzi 34’ | Marcatori |  |

| Piacenza 14 dicembre 1969 13ª giornata | Piacenza          | 0 – 0 | Mantova | Stadio Comunale\| Arbitro: \| Vacchini (Milano) \| |
| Arbitro:                               | Vacchini (Milano) |       |         |                                                    |

| Livorno 21 dicembre 1969 14ª giornata | Livorno         | 0 – 0 | Mantova | Stadio Comunale\| Arbitro: \| Serafino (Roma) \| |
| Arbitro:                              | Serafino (Roma) |       |         |                                                  |

| Arbitro: | Barbaresco (Cormons) |

|             |           |  |
| Montorsi 7’ | Marcatori |  |

| Arbitro: | Picasso (Chiavari) |

|            |           |              |
| Crippa 79’ | Marcatori | 84’ Tomeazzi |

| Arbitro: | De Robbio (Torre Annunziata) |

|              |           |  |
| Montorsi 11’ | Marcatori |  |

| Arbitro: | Motta (Monza) |

|            |           |                   |
| Bacher 79’ | Marcatori | 38’ (aut.) Ossola |

| Bergamo 25 gennaio 1970 19ª giornata | Atalanta       | 0 – 0 | Mantova | Stadio Comunale\| Arbitro: \| Monti (Ancona) \| |
| Arbitro:                             | Monti (Ancona) |       |         |                                                 |

#### Girone di ritorno
| Como 1º febbraio 1970 20ª giornata | Como               | 0 – 0 | Mantova | Stadio Giuseppe Sinigaglia\| Arbitro: \| Carminati (Milano) \| |
| Arbitro:                           | Carminati (Milano) |       |         |                                                                |

| Mantova 8 febbraio 1970 21ª giornata | Mantova               | 0 – 0 | Monza | Stadio Danilo Martelli\| Arbitro: \| De Marchi (Pordenone) \| |
| Arbitro:                             | De Marchi (Pordenone) |       |       |                                                               |

| Arbitro: | Possagno (Treviso) |

|                            |           |                      |
| Sanseverino 2’ Micheli 55’ | Marcatori | 17’, 90’ (rig.) Gola |

| Mantova 22 febbraio 1970 23ª giornata | Mantova           | 0 – 0 | Catania | Stadio Danilo Martelli\| Arbitro: \| Toselli (Cormons) \| |
| Arbitro:                              | Toselli (Cormons) |       |         |                                                           |

| Arbitro: | Barbaresco (Cormons) |

|            |           |                        |
| Blasig 76’ | Marcatori | 83’ Clerici 88’ Toschi |

| Arbitro: | Vacchini (Milano) |

|           |           |            |
| Festa 25’ | Marcatori | 63’ Blasig |

| Arezzo 15 marzo 1970 26ª giornata | Arezzo           | 0 – 0 | Mantova | Stadio Comunale\| Arbitro: \| Gonella (Torino) \| |
| Arbitro:                          | Gonella (Torino) |       |         |                                                   |

| Arbitro: | Casarin (Milano) |

|            |           |                    |
| Blasig 63’ | Marcatori | 87’ (rig.) Ferraro |

| Arbitro: | Monti (Ancona) |

|            |           |            |
| Bacher 71’ | Marcatori | 53’ Braida |

| Catanzaro 12 aprile 1970 29ª giornata | Catanzaro         | 0 – 0 | Mantova | Stadio Comunale\| Arbitro: \| Toselli (Cormons) \| |
| Arbitro:                              | Toselli (Cormons) |       |         |                                                    |

| Arbitro: | Panzino (Catanzaro) |

|                                         |           |              |
| Danova 20’ Blasig 66’ De Cecco 83’, 87’ | Marcatori | 62’ Rampanti |

| Arbitro: | Lo Bello (Siracusa) |

|          |           |              |
| Enzo 57’ | Marcatori | 48’ De Cecco |

| Arbitro: | Lattanzi (Roma) |

|                              |           |                        |
| Blasig 52’, 82’ De Cecco 64’ | Marcatori | 2’ Franzoni 63’ Stevan |

| Arbitro: | De Marchi (Pordenone) |

|            |           |  |
| Ossola 11’ | Marcatori |  |

| Foggia 17 maggio 1970 34ª giornata | Foggia            | 0 – 0 | Mantova | Stadio Pino Zaccheria\| Arbitro: \| D'Agostini (Roma) \| |
| Arbitro:                           | D'Agostini (Roma) |       |         |                                                          |

| Arbitro: | Motta (Monza) |

|            |           |              |
| Danova 61’ | Marcatori | 50’ Galletti |

| Perugia 31 maggio 1970 36ª giornata | Perugia            | 0 – 0 | Mantova | Stadio Santa Giuliana\| Arbitro: \| Picasso (Chiavari) \| |
| Arbitro:                            | Picasso (Chiavari) |       |         |                                                           |

| Arbitro: | Carminati (Milano) |

|  |           |                            |
|  | Marcatori | 49’ Spelta 70’ Dell'Angelo |

| Arbitro: | D'Agostini (Roma) |

|                   |           |             |
| Tomeazzi 17’, 70’ | Marcatori | 63’ Incerti |

### Coppa Italia

#### Girone 5
| Mantova 31 agosto 1969 1ª giornata | Mantova            | 0 – 0 | Juventus | Stadio Danilo Martelli\| Arbitro: \| Carminati (Milano) \| |
| Arbitro:                           | Carminati (Milano) |       |          |                                                            |

| Arbitro: | Serafino (Roma) |

|                            |           |                           |
| Spelta 42’ Sanseverino 64’ | Marcatori | 27’ De Paoli 28’ D'Alessi |

| Arbitro: | Levrero (Genova) |

|                          |           |                                              |
| Cattaneo 40’ Incerti 55’ | Marcatori | 5’ (rig.), 42’ (rig.) Danova 64’ Sanseverino |

## Statistiche

### Statistiche di squadra
| Competizione | Punti | In casa | In casa | In casa | In casa | In casa | In casa | In trasferta | In trasferta | In trasferta | In trasferta | In trasferta | In trasferta | Totale | Totale | Totale | Totale | Totale | Totale | DR  |
| Competizione | Punti | G       | V       | N       | P       | Gf      | Gs      | G            | V            | N            | P            | Gf           | Gs           | G      | V      | N      | P      | Gf     | Gs     | DR  |
| ------------ | ----- | ------- | ------- | ------- | ------- | ------- | ------- | ------------ | ------------ | ------------ | ------------ | ------------ | ------------ | ------ | ------ | ------ | ------ | ------ | ------ | --- |
| Serie B      | 47    | 19      | 11      | 7       | 1       | 30      | 11      | 19           | 1            | 16           | 2            | 9            | 11           | 38     | 12     | 23     | 3      | 39     | 22     | +17 |
| Coppa Italia | 4     | 2       | 0       | 2       | 0       | 2       | 2       | 1            | 1            | 0            | 0            | 3            | 2            | 3      | 1      | 2      | 0      | 5      | 4      | +1  |
| Totale       |       | 21      | 11      | 9       | 1       | 32      | 13      | 20           | 2            | 16           | 2            | 12           | 13           | 41     | 13     | 25     | 3      | 44     | 26     | +18 |

### Statistiche dei giocatori
| Giocatore      | Serie B  | Serie B | Coppa Italia | Coppa Italia | Totale   | Totale |
| Giocatore      | Presenze | Reti    | Presenze     | Reti         | Presenze | Reti   |
| -------------- | -------- | ------- | ------------ | ------------ | -------- | ------ |
| G. Bacher      | 35       | 2       | 3            | 0            | 38       | 2      |
| G. Blasig      | 26       | 8       | 2            | 0            | 28       | 8      |
| P. Canuti      | 8        | 0       | 0            | 0            | 8        | 0      |
| M. Da Pozzo    | 1        | 0       | 0            | 0            | 1        | 0      |
| G. Danova      | 17       | 2       | 2            | 2            | 19       | 4      |
| F. De Cecco    | 24       | 4       | 3            | 0            | 27       | 4      |
| L. Dell'Angelo | 34       | 2       | 3            | 0            | 37       | 2      |
| M. De Stefani  | 1        | 0       | 0            | 0            | 1        | 0      |
| V. Freddi      | 2        | 0       | 1            | 0            | 3        | 0      |
| B. Gioia       | 28       | 0       | 2            | 0            | 30       | 0      |
| A. Mantovani   | 1        | 0       | 0            | 0            | 1        | 0      |
| G. Masiello    | 38       | 0       | 3            | 0            | 41       | 0      |
| D. Micheli     | 25       | 1       | 3            | 0            | 28       | 1      |
| R. Montorsi    | 16       | 2       | 0            | 0            | 16       | 2      |
| L. Ossola      | 29       | 3       | 2            | 0            | 31       | 3      |
| F. Panizza     | 21       | 0       | 0            | 0            | 21       | 0      |
| G. Pellizzaro  | 38       | -22     | 3            | -4           | 41       | -26    |
| L. Sanseverino | 23       | 2       | 2            | 2            | 25       | 4      |
| P. Scesa       | 10       | 0       | 0            | 0            | 10       | 0      |
| A. Spelta      | 31       | 8       | 3            | 1            | 34       | 9      |
| U. Tomeazzi    | 33       | 5       | 3            | 0            | 36       | 5      |
| A. Veracini    | 2        | 0       | 0            | 0            | 2        | 0      |